# Sept Heures du matin
Sept Heures du matin – en anglais Seven A.M. – est un tableau réalisé par le peintre américain Edward Hopper en 1948. Cette huile sur toile est un paysage qui représente une boutique située près d'un bois alors que dans la vitrine qui décore sa façade blanche une horloge murale indique qu'il est sept heures. L'œuvre est conservée au Whitney Museum of American Art, à New York.